# Ella Rubin
Ella Rubin, född 2 september 2002 i New York, är en amerikansk skådespelare.
Rubin har bland annat medverkat i filmen The Idea of You. Hon har även medverkat i TV-serien The Girl from Plainville.

## Filmografi (i urval)
- 2022 – The Girl from Plainville (TV-serie)
- 2024 – The Idea of You
- 2025 – Until Dawn
- 2025 – Fear Street: Prom Queen